# Grigorij Javlinskij
Grigorij Aleksejevitj Javlinskij (ryska: Григорий Алексеевич Явлинский; ukrainska: Григорій Олексійович Явлінський), född 10 april 1952 i Lvov, Ukrainska SSR, Sovjetunionen är en rysk ekonom och politiker. Han var partiledare för det ryska partiet Jabloko 1993-2008 och huvudförfattare till 500 dagarsprogrammet. Javlinskij ställde upp i valet av Rysslands president 2018.